# Arkéa Arena
Arkéa Arena (voorheen bekend als de Bordeaux Métropole Arena) is een multifunctionele indoorarena in Floirac, nabij Bordeaux in Frankrijk. Geopend in januari 2018, biedt het een capaciteit voor alle soorten shows en evenementen voor 2500 tot 11.300 mensen. De arena wordt voornamelijk gebruikt voor concerten en sportevenementen.

## Bouw
De bouwvergunning werd verleend in juli 2015. De werkzaamheden startten begin 2016 en de eerste steen werd gelegd op 11 april 2016. De bouw eindigde in januari 2018. Het gebouw was door de architect zo ontworpen dat het er moet uit zien als een kiezelsteen, afgezet op de kust door de rivier de Garonne die erlangs stroomt.
Het project voorziet de behoefte om een concertzaal te creëren in de Bordeaux Métropole, die tournees van internationale artiesten kan organiseren, wat de ijsbaan Patinoire de Mériadeck niet toestaat.